# بسکتبال قهرمانی باشگاه‌های غرب آسیا ۲۰۰۲
بسکتبال قهرمانی باشگاه های غرب آسیا ۲۰۰۲،پنجمین مسابقات جام قهرمانی غرب آسیا بود،این مسابقات از هشتم تا دهم مارس در بیروت پایتخت لبنان برگزار شد.

## جدول رده بندی
| تیم     | بازی | برد | باخت | گل زده | گل خورده | تفاضل | امتیاز |
| ساگس    | ۳    | ۳   | ۰    | ۳۱۳    | ۲۳۵      | ۷۸+   | ۶      |
| ارتدکس  | ۳    | ۲   | ۱    | ۲۳۶    | ۲۳۰      | ۶+    | ۵      |
| الکرخ   | ۳    | ۱   | ۲    | ۲۲۶    | ۲۸۳      | ۵۷-   | ۴      |
| ذوب آهن | ۳    | ۰   | ۳    | ۲۴۹    | ۲۷۶      | ۲۷-   | ۳      |